# 罗根泽
罗根泽（1900年—1960年），字雨亭，直隶深县（今河北深州市）人，中国古典文学学者。

## 生平
毕业於清華大學研究院國學門及燕京大學國學研究所，曾受導師梁啟超的影響。以后與顾颉刚主编《古史辨》第四、六册。郭绍虞称赞说：“雨亭之书，以材料丰富著称。”1955年加入中国作家协会。1960年卒。另有《中国文学批评史》、《隋唐文学批评史》、《魏晋六朝文学批评史》、《晚唐五代文学批评史》等。